# 화암면
화암면(畵岩面)은 대한민국 강원특별자치도 정선군의 면이다.

## 개요
화암면은 해발 400m이상의 산간지역으로 밭농사와 고랭지채소 위주로 농사를 짓는 전형적인 농촌이다. 1930년경에는 금광이 성행하여 정선군내에서 전기가 가장 먼저 들어온 지역이다. 그림바위로 불릴정도로 빼어난 기암절벽이 자랑거리로 강원특별자치도 기념물 제33호인 화암동굴과 제66호인 화암리 소나무, 화암약수등 천혜의 관광자원이 풍부해 관광개발 사업이 기대되는 곳이다. 몰운, 화암, 석곡리에서 대단위로 농사가 이루어지며 특산물인 잣이 유명하다. 면적은 135.16 km2로 정선군 전체 면적의 11.1%를 차지하며 경지면적은 밭 13.7km2, 논 0.8km2이며, 임야는 114.5 km2로 임야가 많다.
화암면은 청정 자연환경을 그대로 보전하며 매년 향토문화축제인 《화암약수제》가 개최되고 예술인들의 작품이 관광성수기에 펼쳐지며 정선 유일의 국민관광지와 화암8경을 보유하고 있는 정선의 관광1번지라 할 수 있다.
2008년 단순히 방위지역으로 명칭을 정한 '동면'이라는 명칭을 지역의 특색에 맞는 새로운 이름으로 변경하고자 행정구역 명칭변경을 추진하여 동면 주민의 95%가 화암면으로 개칭을 찬성하여 2009년 5월 1일부터 화암면으로 명칭이 변경되었다.

## 연혁
- 조선 시대 : 동중 또는 동상면으로 호칭
- 1909년 : 동면으로 개칭
- 1962년 3월 1일 : 동면 사북출장소 설치
- 1973년 7월 1일 : 사북출장소가 사북읍으로 승격
- 1991년 1월 3일 : 현건물 신축입주
- 2009년 5월 1일 : 화암면으로 개칭

## 행정 구역
- 화암리(畵岩里)
- 석곡리(石谷里)
- 북동리(北洞里)
- 몰운리(沒雲里)
- 건천리(乾川里)
- 호촌리(虎村里)
- 백전리(栢田里)

## 교육
- 화동초등학교 (화암리)
  - 북동분교 (폐교) - 북동로 510 (북동리)
  - 상동분교 (폐교) - 송이재길 514 (건천리)
  - 선동분교 (폐교) - 소금강로 1850 (호촌리)
- 화동중학교 (화암리)
- 백전초등학교 (백전리)
  - 용소분교 (폐교) - 용소길 320 (백전리)